# Straumen, Nordland
Straumen este o localitate din comuna Sørfold, provincia Nordland, Norvegia, cu o suprafață de 0,73 km² și o populație de 797 locuitori (2013).